# Лапушкин, Яков Яковлевич
Я́ков Я́ковлевич Лапушкин (23 октября [5 ноября] 1904, Санкт-Петербург — 16 сентября 1968, Ленинград) — советский военно-морской деятель, штурман, военный гидрограф, контр-адмирал (1940). Начальник Гидрографического управления ВМФ СССР (1938—1947). Всю свою жизнь посвятил развитию и укреплению советского Военно-Морского Флота, совершенствованию средств и методов кораблевождения.

## Ранние годы
Родился в семье петербургского рабочего судостроительного завода Якова Тимофеевича Лапушкина. Детские годы провел в Санкт-Петербурге (Петрограде) и дер. Ещево Весьегонского уезда Тверской губернии. До 1918 года учился в реальном училище в Петрограде. В 1918 году окончил Единую трудовую школу в г. Весьегонске. В 1919—1921 годах — секретарь Телятинского волостного комитета бедноты, затем — Волпродкома, председатель Телятинской волостной организации РКСМ Весьегонского уезда.

## Начало карьеры
В августе 1921 года начал службу в РККФ на учебном судне «Океан». В том же году принят на Морские ускоренные курсы командного состава флота.
С октября 1921 года — курсант училища командного состава флота в Петрограде (с 1922 — Военно-морское училище). Окончил училище в мае 1925 г.
После окончания училища в 1925 г. на протяжении пяти лет занимал преимущественно штурманские должности на кораблях и в соединениях Морских сил Балтийского моря.
В октябре — ноябре 1925 года; марте — декабре 1926 года; ноябре 1927 — марте 1928 годов — штурман эскадренного миноносца «Азард».
В декабре 1925 — марте 1926 года — командир роты штаба бригады эскадренных миноносцев МСБМ.
В марте — ноябре 1928 года — штурман эскадренного миноносца «Урицкий».
В ноябре 1928 — октябре 1929 года — штурман эскадренного миноносца «Яков Свердлов».
В октябре 1929 — сентябре 1930 года — штурман 3-го дивизиона бригады эскадренных миноносцев МСБМ.
Одновременно с прохождением службы продолжал обучение и повышение квалификации по штурманской специальности.
С декабря 1926 по октябрь 1927 года — слушатель Специальных курсов комсостава ВМС РККА (штурманский класс).
С октября 1930 по октябрь 1932 года — слушатель штурманского отделения гидрографического факультета Военно-морской академии РККФ (с 1931 — Военно-морская академия РККА им. К. Е. Ворошилова) и, параллельно, географического факультета Ленинградского государственного университета.
С 1931 года начал научно-литературную деятельность.

## Служба на Тихом океане
Весной 1932 года, имея звание капитана 2-го ранга, назначен на должность флагманского штурмана вновь формируемых Морских сил Дальнего Востока (с 1935 г. — Тихоокеанский флот). Создание нового оперативно-стратегического объединения, подразумевавшее строительство баз, оборонительных укреплений и целых укрепрайонов, перевод кораблей и судов и формирование новых соединений, представляло целый комплекс сложнейших задач, многие из которых должны были решаться флагманским штурманом. Одной из важнейших заслуг Я. Я. Лапушкина в этот период стало ведущее участие в формировании оптимальной системы базирования будущего Тихоокеанского флота на многие годы вперед. Совместно с командующим МСДВ М. В. Викторовым флагманский штурман лично проводил рекогносцировку всего побережья от мыса Поворотный (Залив Петра Великого) до Татарского пролива.
В 1935 г. успехи Я. Я. Лапушкина в деле создания и обеспечения боевой подготовки Тихоокеанского флота отмечены орденом Красной Звезды.
Летом-осенью 1938 года — флагманский штурман отряда кораблей при переходе гидрографических судов «Полярный» и «Партизан» из Ленинграда во Владивосток через Плимут, Бостон, Панамский канал, Сан-Франциско, Датч-Харбор, Петропавловск-Камчатский. Переход стал первым большим океанским походом РККФ, проходившим под командованием молодых офицеров, окончивших военно-морское училище в советский период. Несмотря на обычный набор навигационных инструментов, отсутствие на кораблях радиолокации, весь переход характеризовался высокой точностью кораблевождения. Решающая роль в этом принадлежала Я. Я. Лапушкину как флагманскому штурману отряда.
Также, согласно некоторым иссточникам, в марте-декабре 1938 года Я. Я. Лапушкин — командир лидера эскадренных миноносцев «Тбилиси» (Тихоокеанский флот).

## Руководство Гидрографическим управлением ВМФ СССР
В 1939 году (по другим данным, в декабре 1938 года) назначен на должность начальника Гидрографического управления Рабоче-крестьянского Военно-морского флота (с 1940 — Гидрографическое управление Военно-морского флота).
4 июня 1940 года присвоено воинское звание контр-адмирал.
В предвоенный период сыграл большую роль в реорганизации Гидрографической службы. В эти годы, благодаря возросшему к 1939 году обеспечению флотов гидрографическими судами, значительно расширился объём систематических исследований и улучшилось обслуживание действующих средств навигационного оборудования. Более интенсивно производилось строительство маяков, светящих знаков, плавучего ограждения, увеличился выпуск новых штурманских приборов. Совершенствовалось гидрометеорологическое обеспечение флотов и флотилий. Активно велись разработки различных типов радиомаяков, радиопеленгаторов, манипуляторных установок и другой навигационной техники.
К началу Великой Отечественной войны важными мероприятиями в деятельности Гидрографического управления под руководством Я. Я. Лапушкина являлись отработка штатов и организация в составе гидрографических служб флотов и флотилий манипуляторных отрядов и партий, военно-лоцманской службы. На отдельных флотах такие подразделения, основной задачей которых являлось обеспечение боевой подготовки флотов и флотилий, действовали с 1939 года. В этот же период был подготовлен и издан ряд наставлений и инструкций по производству гидрографических исследований, использованию штурманских приборов и инструментов, усовершенствованию методов цветной печати карт, произведены необходимые методические разработки деятельности гидрографических подразделений в военный период, сосредоточены необходимые материальные средства в центре и на флотах.
Начало Великой Отечественной войны вынудило управление прервать работы по совершенствованию навигационно-гидрографического обеспечения общего мореплавания. Ход войны подтвердил правильность предвоенного курса развития отечественной Гидрографической службы и показал, что военно-морские операции не могут проводиться без навигационно-гидрографического обеспечения, без полноценного использования сил и средств Гидрографической службы. В то же время сложившаяся в первые дни и месяцы войны обстановка на фронтах и на флотах не могла не отразиться на положении Управления. Началась перестройка работы самого Управления и его подразделений, в том числе связанная с переводом Управления в сентябре 1941 года из Ленинграда в Москву, Омск, г. Катав-Ивановск.
Несмотря на огромные трудности первого периода войны, гидрографические подразделения смогли быстро отмобилизоваться и успешно справлялись с поставленными перед ними задачами. Управление в кратчайшие сроки организовало в новых местах базирования составление и издание навигационных карт и руководств для плавания, конструирование и выпуск штурманских приборов.
Обеспечение сил флотов штурманским вооружением, картами, пособиями, решение срочных оперативных заданий командования действующих флотов составили основу повседневной деятельности Управления и гидрографических отделов флотов. Я. Я. Лапушкин возглавил сформированную в Главном штабе ВМФ в Москве оперативную группу Гидрографического управления. При этом он не только осуществлял общее руководство гидрографической службой ВМФ, но и лично участвовал в навигационно-гидрографическом обеспечении боевых действий, зачастую выезжая на флоты и флотилии как для инспектирования гидрографических отделов, так и для оказания им практической помощи. В частности, Я. Я. Лапушкин лично участвовал в подготовке Новороссийской десантной операции, оказав большую помощь Гидрографическому отделу ЧФ в организации навигационно-гидрографического обеспечения десанта. Принял личное участие в Керченской десантной операции. За вклад в успешное проведение осенью 1943 операций на Чёрном море награждён в 1944 орденом Нахимова I степени.
Как отмечалось в представлении к награждению орденом Красного Знамени за подписью заместителя Наркома ВМФ адмирала Л. М. Галлера от декабря 1942 г., «за 4 года работы во главе Гидрографического управления под его непосредственным руководством проделана большая работа по обеспечению флотов и флотилий всеми видами гидрографического снабжения и обеспечения. В течение 2й Отечественной войны снабжение флотов всем необходимым производилось бесперебойно. Благодаря настойчивости и умелому руководству со стороны т. Лапушкина с флотами и флотилиями установилась и поддерживалась живая связь, благодаря чему все отрасли Гидрографического управления получили возможность быстрого и своевременного реагирования на все запросы. т. Лапушкин в своей работе проявляет инициативу и разворотливость, что позволяет и позволяло находить правильный выход при подчас сложной обстановке».
В период войны флоты и флотилии бесперебойно получали необходимые карты, руководства и пособия для плавания, гидрографическо-штурманскую технику и специальное навигационное оборудование, необходимая помощь гидрографическим службам флотов и флотилий, в отношении которых Гидрографическое управление также осуществляло эффективное систематическое техническое руководство. Большая заслуга в этих успехах принадлежала Я. Я. Лапушкину.
После окончания войны Гидрографическая служба под руководством Я. Я. Лапушкина приступила к плановым гидрографическим исследованиям одновременно с восстановлением разрушенной во время войны системы навигационного оборудования, а также обеспечением траления акваторий с учётом оставшейся после войны минной угрозы.
В связи с реорганизационными мероприятиями в конце и сразу после войны менялось название должности Я. Я. Лапушкина: с августа 1944 по январь 1946 года — Начальник гидрографии ВМФ, с января по май 1946 года — начальник Главного гидрографического управления ВМФ, с мая 1946 по август 1947 года  — начальник Гидрографического управления ВМС. Одновременно с этим Я. Я. Лапушкин являлся внештатным членом НТК ВМС.

## Дальнейшая служба и научно-редакционная деятельность
В августе 1947 года, на фоне проводимого против высшего командного состава ВМФ дела (т. н. «Адмиральское дело» в отношении Н. Г. Кузнецова, Л. М. Галлера, В. А. Алафузова, Г. А. Степанова), освобожден от занимаемой должности и зачислен в распоряжение главкома ВМС, в декабре 1947 года уволен из кадров ВМС.
В апреле 1948 года арестован, необоснованно репрессирован.
В июле 1953 года освобожден, реабилитирован и полностью восстановлен во всех званиях и наградах определением Военной Коллегии Верховного Суда СССР от 28 июля 1953 года.
В 1953—1958 годах — главный инженер научно-испытательного Гидрографического штурманского института ВМФ.
В 1958 году уволен в запас по состоянию здоровья.
С декабря 1958 года до ухода из жизни занимал редакторские должности в Центральном картографическом производстве ВМФ.
Я. Я. Лапушкин умер 16 сентября 1968 в Ленинграде, похоронен на Большеохтинском кладбище.

## Награды
- орден Ленина (1954)
- орден Красного Знамени (1944)
- орден Красного Знамени (1944)
- орден Нахимова I степени (1945)
- орден Отечественной войны I степени (1943)
- орден Красной Звезды (1935)
- медаль «За оборону Ленинграда» (1942)
- медаль «За оборону Москвы» (1944)
- медаль «За оборону Кавказа» (1944)
- медаль «За победу над Германией» (1945)
- медаль «Двадцать лет Победы в Великой Отечественной войне 1941—1945 гг.» (1965)
- медаль «За победу над Японией» (1945)
- медаль «Пятьдесят лет Вооруженных Сил СССР» (1958)
- медаль «Шестьдесят лет Вооруженных Сил СССР» (1968),
- медаль «В память 250-летия Ленинграда» (1957)
- именное оружие (1954)

## Сочинения
С 1932 года опубликовал в печати не менее 17 авторских научных работ и статей.
В 1939—1947 годах — ответственный редактор, в 1957—1960 и 1965—1968 годах — главный редактор научно-технического журнала «Записки по гидрографии».
В 1940—1948 годах — ответственный редактор, в 1954—1960 годах — главный редактор «Курса кораблевождения» — обобщенного капитального труда (23 книги) по вопросам штурманского дела, охватывавшего все основные вопросы теории и практики штурманского дела. При этом работу над задуманным им «Курсом» Я. Я. Лапушкин начал ещё в 1938 году.
В 1940—1948 годах — заместитель ответственного редактора I тома «Морского атласа» (опубликован в 1950), получившего известность как уникальное издание, представлявшее огромную ценность для географической науки.
Редактор ряда других специальных изданий.
С 1934 года являлся действительным членом Всесоюзного Географического общества, с 1938 по 1952 годы — член Президиума Ученого Совета Географического общества.
В разное время был председателем и членом Государственных экзаменационных комиссий Военно-морской Академии, Ленинградского института точной механики и оптики, Высшего Арктического училища.

## Память
Именем Я. Я. Лапушкина названа улица в г. Весьегонске. На одном из домов установлена мемориальная доска.
Приказом Главнокомандующего Военно-Морским флотом России адмирала Владимира Королёва малому гидрографическому судну проекта 19910 присвоено имя «Яков Лапушкин». Корабль заложен 22 января 2019 года на судостроительном заводе «Вымпел».